# Ваксмут, Андрей Яковлевич фон
Андрей Яковлевич фон Ваксмут  (1791—1849, Санкт-Петербург) — русский военный, генерал-лейтенант.

## Биография
Родился 12 августа 1791 года в семье полковника.
В 1809 году окончил 2-й кадетский корпус. Офицер гвардейской артиллерии. Принял участие в Бородинском сражении в чине подпоручика 2-й лёгкой артиллерийской роты лейб-гвардии артиллерийской бригады. В ходе сражения был ранен картечью. Награждён орденом Св. Владимира 4-й степени с бантом.
В кампанию 1813 года участвовал в сражениях при Лютцене, Бауцене, Дрездене и Лейпциге. В 1814 г. за отличие в сражении при Лейпциге произведен в поручики.
Полковник с 1819 года, генерал-майор с 25 марта 1828 года, генерал-лейтенант с 18 апреля 1837 года.
Командующий резервными батареями 2-й и 3-й артиллерийских дивизий и заведующий Учебной артиллерийской бригадой, член Комитета по артиллерийской части.
С 1845 года — помощник инспектора пороховых заводов. С 1846 года – исполняющий должность инспектора пороховых заводов. Мемуарист.

## Награды
- Орден Св. Георгия 4-й степени (№ 4925; 3 декабря 1834).
- Также награждён другими орденами Российской империи до ордена Св. Анны 1-й степени (1835) включительно.

## Семья
- Брат — Пётр Яковлевич Ваксмут, подполковник.
- Жена — Греч Елизавета Ивановна (1795—1832)[3].
- Дети:
  - Дочь Варвара ок. 1823,
  - Дочь Елена ок. 1825,
  - Сын Николай ок. 1826.